# Каменюк Михайло Феодосійович
Миха́йло Феодо́сійович Каменю́к (нар. 1948, с. Григорівка, Вінницька область) — український поет, публіцист, драматург, перекладач, громадський діяч. Член Національної спілки письменників України (із 1979 року) та Національної спілки журналістів України (із 1975 року), заступник голови Слов'янських письменників України.

## Життєпис
Народився 10 листопада 1948 р. у селі Григорівка Могилів-Подільського району Вінницької області в сім'ї колгоспників.
У восьмому класі під впливом учителя української мови та літератури Феодосія Зотійовича Павловського, дядька по материній лінії, який писав вірші та друкувався в районній газеті, Михайло захопився поезією. Невдовзі його поетичні проби з'явилися на сторінках «Наддністрянської правди» та міжзональної газети «Комсомольське плем'я», що виходила на чотири області. Він став активним учасником районного літоб'єднання разом із Ніною Гнатюк та Романом Лубківським.
У 1966 р., закінчивши із золотою медаллю Григорівську середню школу, Михайло Каменюк вступив на філологічний факультет Вінницького державного педагогічного інституту ім. М.Островського (нині Вінницький державний педагогічний університет ім. Михайла Коцюбинського). Армійську службу проходив після інституту в м. Єреван (Вірменія) у військах протиповітряної оборони.
|                                                  | В кінці 60-х – на початку 70-х, на які припадає його драматична студентська пора у Вінницькому педінституті (з імпровізованими поетичними вечірками, з машинописним або й рукописним виданням творів літстудійців, із загальноінститутськими зборами, де предметом доскіпливого з’ясування була наявність-ненаявність націоналістичних мотивів у творчості й поведінці групованого навколо Каменюка товариства (…), Михайло Каменюк у свідомості багатьох, – а тепер бачиться, що так воно було й насправді, – бачився, мабуть, найцікавішою творчою постаттю в перших рядах тогочасної літературної молодої хвилі |
| — Микола Бондар у післямові до книги «Стрітення» | |

Молодий поет, навчаючись гостроти та образності слова, активно спілкується з відомими українськими поетами та письменниками Володимиром П'яновим, Станіславом Тельнюком, Миколою Вінграновським, Борисом Олійником, Степаном Колесником, Володимиром Забаштанським, Петром Перебийносом, Володимиром Яворівським, Олегом Чорногузом, Абрамом Кацнельсоном та ін.
У цей час він друкується в обласних газетах «Вінницька правда» і «Комсомольське плем'я». А 1969 р., бувши студентом 3 курсу, розпочинає трудову діяльність кореспондентом у «молодіжці». Працював кореспондентом, заввідділу сільського господарства у Літинській райгазеті «Радянське життя», спецкором відділу сільського господарства обласної газети «Вінницька правда», власкором республіканських газет «Молодь України» та «Комсомольское знамя», «Селянська правда», журналу «Україна», заступником редактора, редактором обласної газети «Комсомольське плем'я», заступником редактора журналу «Вінницький край», заввідділу журналу «Київ». Загалом його стаж у журналістиці — 45 років.
На початку 1990-х років Михайло Каменюк — генеральний директор Вінницької державної телерадіокомпанії, де за його ініціативи відкривається цілодобовий телевізійний канал ВДТ-6, перше на Вінниччині молодіжне радіо прямого ефіру «Сьомий континент», молодіжний театр-студія «На Парижі». Він розробив і втілив у життя проєкти обласної газети «Подолія», православної газети «Віра Брацлавщини», газети Фонду «Відродження нації» — «За Батьківщину», власної приватної газети «Правий берег» та Інтернет-журналу «Чорний шлях». Був автором і керівником творчої групи з написання і видання книги «Чотири вінницькі броди», присвяченої 75-річчю утворення Вінницької області.
Чотири рази, у 1986—1992, 1995—1997, 2008—2012 та 2014—2018 рр. Михайло Каменюк керував Вінницькою організацією Національної спілки письменників України, був радником голови Вінницької облдержадміністрації з питань культури та духовності, заступником голови НСПУ (2012—2014).
|                                                                               | Він подає приклад колегам з інших областей співпраці письменника з владою, пропагування книги, консолідування зусиль творчих спілок у вихованні підростаючого покоління. Послідовно виховує талановиту молодь: готував, редагував, писав передмови до перших книг та доробків. З легкої руки наставника більше двох десятків вінничан, його учнів, прийнято до складу НСПУ у Вінниці, Києві та інших містах України. Він — автор видавничих проектів і організатор великої кількості літературних свят та інших масових заходів, які дозволили Вінниччині здобути визнання одного з найкращих регіонів України з розвитку книговидання, поглиблення літературного процесу, омолодження української літератури. Як член Ради НСПУ, сприяє налагодженню контактів вінницьких письменників зі своїми побратимами з інших регіонів |
| — Валентина Сторожук, заступник головного редактора журналу "Вінницький край" | |

## Літературна діяльність
У доробку Михайла Каменюка — поетичні збірки «Чотири струни» (1971), «Брати по вогню» (1978), «Дихання ріки» (1981), «Прямовисний вітер» (1984), «Чорнило для Геродота» (1985), «Спасівка» (1990), «Окільцьовані птахи» (1991), «Птах безодні. 100 поезій про кохання» (1993), «Місячна ніч в Григорівці» (1998), тритомник: «2000», «Татуювання коня», «Меч і троянда» (2001—2008); «Стрітення» (2008), «Пісні ніжного волоцюги» (2010). Тритомник відзначений на Міжнародній книжковій виставці у Києві спеціальним дипломом «Найкраща книга нової доби».
В останні роки видані збірки: «і знову всеосяжний, вседоступний світ пахне, як розрізаний кавун» (2016), «Нотаріус вічності» (2016). Остання книга вийшла в румунському видавництві «ТіпоМолдава» українською та румунською мовами, перекладач румунською Лео Бутнару.
2004 р. виходить у світ окремою книгою українською та російською мовами лірична драма «Софія Потоцька», написана Михайлом Каменюком у співавторстві з Іваном Кокуцою. Дебютну постановку п'єси київський театр «Візаві» здійснив на сцені Національного театру імені Івана Франка у Києві.
Михайло Каменюк є автором та упорядником публіцистично-літературознавчого збірника «Другий крик з могили Миколи Холодного, почутий і записаний Михайлом Каменюком у Вінниці» (2010), книги публіцистики «Анкета для Господа Бога» (2011), книги «Госпожа Хаджинова или Невыдуманная повесть о прекрасной матери» (2012), «Сяйво Віри» (2015). Один із авторів проєкту відтворення альманаху «Русалка Дністровая» (2011 р.) та однойменного з ним Міжнародного літературно-мистецького свята на Вінниччині, що об'єднало письменницькі сили південно-західного регіону України. Головний редактор альманаху «Русалка Дністровая» та президент однойменного громадського об'єднання (2015 р.).
Будучи на посаді головного редактора книжкового видавництва «Книга-Вега» Вінницької обласної друкарні з 2000 р., Михайло Каменюк впорядкував професійне книговидання на цьому підприємстві, ставши першим директором Вінницького обласного комунального підприємства «Книжково-журнальне видавництво». Працюючи на запрошення ректора начальником інформаційно-видавничого відділу Національної академії державної податкової служби України в Ірпені у 2004—2007 рр., започаткував там роботу професійної регіональної телестудії.
Розпочинаючи зі студентських років, М. Каменюк багато друкується в місцевій та республіканській пресі, презентує Україну на трьох поспіль Всесоюзних фестивалях молодої поезії братніх республік у Миколаєві, Алмати та Горькому (тепер Нижній Новгород). Їздив із творчими відрядженнями до Болгарії, Угорщини, Польщі, ФРН, Франції, Швейцарії, Румунії, на Кавказ, БАМ, в російське Нечорнозем'я. Як результат — поява не лише власних творів про ці краї та їх народи, але й перекладених книг, які виходять друком в Україні, а твори М. Каменюка, в свою чергу, перекладають молдавською, російською, білоруською, польською, болгарською мовами. Переклав із російської романи В.Войновича «Життя і дивовижні пригоди солдата Івана Чонкіна», «Монументальна пропаганда», «Москва 2042» та А.Баюканського «Соколині ратники», романів класика польської літератури Т. Доленги-Мостовича «Професор Вільчур», «Три серця», частини роману американця С. Кінга «Воно» (в групі перекладачів проєкту), поетів Польщі, Білорусі, Комі, Росії.
Автор низки популярних пісень на музику Г. Татарченка, Л. Дичко, В. Газінського, А. Давидовського, Ю. Васильківського, Я. Поляхівського, В. Ткаченка та інших.
Книги Михайла Каменюка зберігаються в Бібліотеці Конгресу США, Нью-Йоркській публічній бібліотеці, в книгозбірнях Гарвардського, Стенфордського, Колумбійського (Нью-Йорк), Іллінойського університетів та університету Торонто (Канада).
Був членом правління Українського фонду культури, правління Національної спілки письменників України, редколегії журналу «Дніпро» та «Київ», помічником народних депутатів Верховної Ради України митрополита Агафангела (О. М. Саввіна), Дмитра Дворкіса, Івана Бондарчука, одним із наставників жекківської дитячої футбольної команди «Данко» — дворазового фіналіста Всесоюзних змагань на приз «Шкіряний м'яч», за що ЦК ЛКСМУ нагородив М. Каменюка Почесним значком.
Член НСПУ (із 1979 р.) та НСЖУ (із 1975 р.).

## Нагороди і почесні звання
Заслужений працівник культури України (1998), кавалер ордена Нестора Літописця УПЦ.

Лауреат ряду премій:
- журналістська премія ім. Костянтина Гришина (1976);
- літературна премія ім. Миколи Трублаїні (1971);
- Всеукраїнська літературна премія ім. Михайла Коцюбинського (1984);
- літературна премія ім. Андрія Малишка журналу «Дніпро» (1986);
- Всеукраїнська літературна премія ім. Олександра Олеся (2010);
- Всеукраїнська літературно-мистецька премія ім. Євгена Гуцала (2010);
- Літературна премія імені Анатолія Бортняка (2017) за книгу поезій «…і знову всеосяжний, вседоступний світ пахне, як розрізаний кавун»;[12]
- Премія імені Віктора Тимчука (2018) за книгу «Івча: доля, історія, люди».[13]

Нагороджений відзнаками, серед яких:
- відзнака НСЖУ «Золоте перо»;
- Почесна відзнака «За заслуги перед Вінниччиною» (2013);[14]
- Відзнака Президента України — ювілейна медаль «25 років незалежності України»;[15]
- Почесна грамота Верховної Ради України (2016).
- Літературно-мистецька премія імені Володимира Забаштанського (2019)[16]